# Listă de producători de filme documentare
Lista producătorilor și regizorilor de filme documentare, sortată alfabetic în ordinea continentelor:

## Africa
- Safi Faye
- Sorious Samura
- Don Edkins

## America de Nord
- Emile de Antonio
- Denys Arcand
- Ralph Arlyck
- Joe Berlinger și Bruce Sinofsky
- Nick Broomfield
- Ken Burns
- Michelle Citron
- Merian C. Cooper și Ernest B. Schoedsack
- Peter Davis
- Robert J. Flaherty
- Mark Jonathan Harris
- Steve James
- Barbara Kopple
- Richard Leacock
- Pare Lorentz
- Kevin Macdonald
- Ron Mann
- Ross McElwee
- Michael Moore
- Errol Morris
- Alanis Obomsawin
- Donn Alan Pennebaker
- Frederick Wiseman
- Leon Gast

## America de Sud
- Tomás Gutiérrez Alea
- Santiago Álvarez
- João Batista de Andrade
- Fernando Birri
- Sergio Bravo
- Raymundo Gleyzer
- Patricio Guzman
- Leon Hirszman
- Miguel Littín
- Paul Leduc
- Marta Rodríguez
- Fernando E. Solanas
- Gerardo Vallejo

## Asia
- Anand Patwardhan
- Artavazd Ashoti Peleshyan
- S. Sukhdev

## Australia
- Tim Cope
- Steve Irwin
- John Pilger

## Europa
- Adam Curtis
- Alain Resnais
- Alice Agneskirchner
- Arne Birkenstock
- Arne Sucksdorff
- Basil Wright
- Bernd Dost
- Bernd Mosblech
- Bertram Verhag
- Birand Bingül
- Chris Marker
- Christian Bauer
- Christian Frei
- Christoph Boekel
- Christoph Schaub
- Claude Lanzmann
- Diego D'Innocenzo
- Dsiga Wertow
- Ebbo Demant
- Eberhard Fechner
- Erich Feigl
- Erwin Leiser
- Erwin Wagenhofer
- Fredi M. Murer
- Gary Hustwit
- Hannelore Conradsen
- Hans Domnick
- Hans Ertl
- Hans Hass
- Hartmut Bitomsky
- Harun Farocki
- Heddy Honigmann
- Heinrich Breloer
- Herz Frank
- Humphrey Jennings
- Jacques Perrin
- Jean Rouch
- Jean-Louis Comolli
- Jean-Michel Cousteau
- Jerzy Bossak
- John Grierson
- Jörg Adolph
- Joris Ivens
- Jürgen Böttcher
- Karl Gass
- Kazimierz Karabasz
- Marcel Ophüls
- Michael Apted
- Mihai Cosma
- Niels Bolbrinker
- Norbert Busè
- Oliver Becker
- Pierre Carles
- Radu Munteanu
- Ray McCormack
- Richard Dindo
- Rolf Blomberg
- Ruth Beckermann
- Sylvie Banuls
- Uli Bez
- Wolfgang Brög